# Eldfödd (film, 2022)
Eldfödd (engelska: Firestarter) är en amerikansk science fiction-skräckfilm från 2022 i regi av Keith Thomas, från ett manus av Scott Teems. Filmen, som är producerad av Jason Blum (Blumhouse Productions) och Akiva Goldsman (Weed Road Pictures), är en nyinspelning av filmen Eldfödd från 1984, som bygger på Stephen Kings roman Eldfödd. I rollerna syns Zac Efron, Ryan Kiera Armstrong, Sydney Lemmon, Kurtwood Smith, John Beasley, Michael Greyeyes, och Gloria Reuben. John Beasley har sin sista skådespelarroll i denna film, då han avslutade sin skådespelarkarriär strax innan han dog i slutet av maj 2023.
Filmen hade officiell biopremiär av Universal Studios, den 13 maj 2022, i både Sverige och USA.

## Handling
Filmens handling kretsar kring den elvaåriga flickan Charlene "Charlie" McGee, som med sina föräldrar Andy och Vicky har varit på flykt och gömt sig i över ett decennium, eftersom hon kan få saker att börja brinna med hjälp av tankekraft. Charlie har kunnat kontrollera sina "eldkrafter" med hjälp av pappa Andy, men hennes krafter börjar bli alltmer svårhanterliga på hennes elvaårsdag. Dessa krafter kommer att orsaka en incident som gör att familjen McGee återigen måste fly.

## Rollista
| Zac Efron            | – Andrew "Andy" McGee              |
| Ryan Kiera Armstrong | – Charlene "Charlie" McGee         |
| Sydney Lemmon        | – Victoria "Vicky" Tomlinson-McGee |
| Kurtwood Smith       | – Dr. Joseph Wanless               |
| John Beasley         | – Irv Manders                      |
| Michael Greyeyes     | – John Rainbird                    |
| Gloria Reuben        | – Jane Hollister                   |

## Produktion
Den 27 april 2017 meddelade både Universal Studios och Blumhouse Productions att man hade tänkt göra en nyinspelning av 1984 års Eldfödd, med Akiva Goldsman som regissör och producent, tillsammans med Jason Blum. Den 28 juni 2018 tog Fatih Akın över Goldsmans tidigare regiroll, tillsammans med Scott Teems, som skulle ansvara för manus. Den 16 december 2019 blev Akın ersatt som regissör av Keith Thomas. I september 2020 fick Zac Efron en roll i filmen, följt av Michael Greyeyes i februari 2021. I juni 2021 blev även Ryan Kiera Armstrong, Gloria Reuben och Sydney Lemmon rollsatta. Huvudfotograferingen påbörjades i Toronto samt i Hamilton i Ontario den 25 maj 2021, och slutfördes den 16 juli samma år.
Filmens originalmusik komponerades av John Carpenter, hans son Cody Carpenter och Daniel Davies.